# Coin-sur-Seille
Coin-sur-Seille là một xã trong vùng Grand Est, thuộc tỉnh Moselle, quận Metz-Campagne, tổng Verny. Tọa độ địa lý của xã là 49° 00' vĩ độ bắc, 06° 09' kinh độ đông. Coin-sur-Seille nằm trên độ cao trung bình là 190 mét trên mực nước biển, có điểm thấp nhất là 170 mét và điểm cao nhất là 232 mét. Xã có diện tích 3,31 km², dân số vào thời điểm 2004 là 310 người; mật độ dân số là 93,9 người/km². Xã nằm về phía nam của Metz, cạnh sông Seille.